# 周臣 (嘉靖進士)
周臣（1505年—？），字子忠，號用拙、又号在山，順天府霸州民籍，南直隶吳縣（今江苏苏州）人。明朝政治人物。

## 生平
工部员外郎周绅（正德八年举人）從子。嘉靖七年（1528年）戊子科顺天府乡试第二十四名举人，八年（1529年）联捷己丑科会试第三十六名，廷试二甲三十八名進士。初授陕西金州知州，补任山东高唐州。嘉靖二十八年任浙江衢州府知府。官至陕西布政司参议。

## 家族
曾祖周信，曾任義官；祖父周瑾，曾任刑部員外郎；父周縉，曾任義官。母王氏。重庆下。弟士民、周宦。